# Lebinthus leopoldi
Lebinthus leopoldi är en insektsart som beskrevs av Lucien Chopard 1931. Lebinthus leopoldi ingår i släktet Lebinthus och familjen syrsor. Inga underarter finns listade i Catalogue of Life.